# Caroline Lind

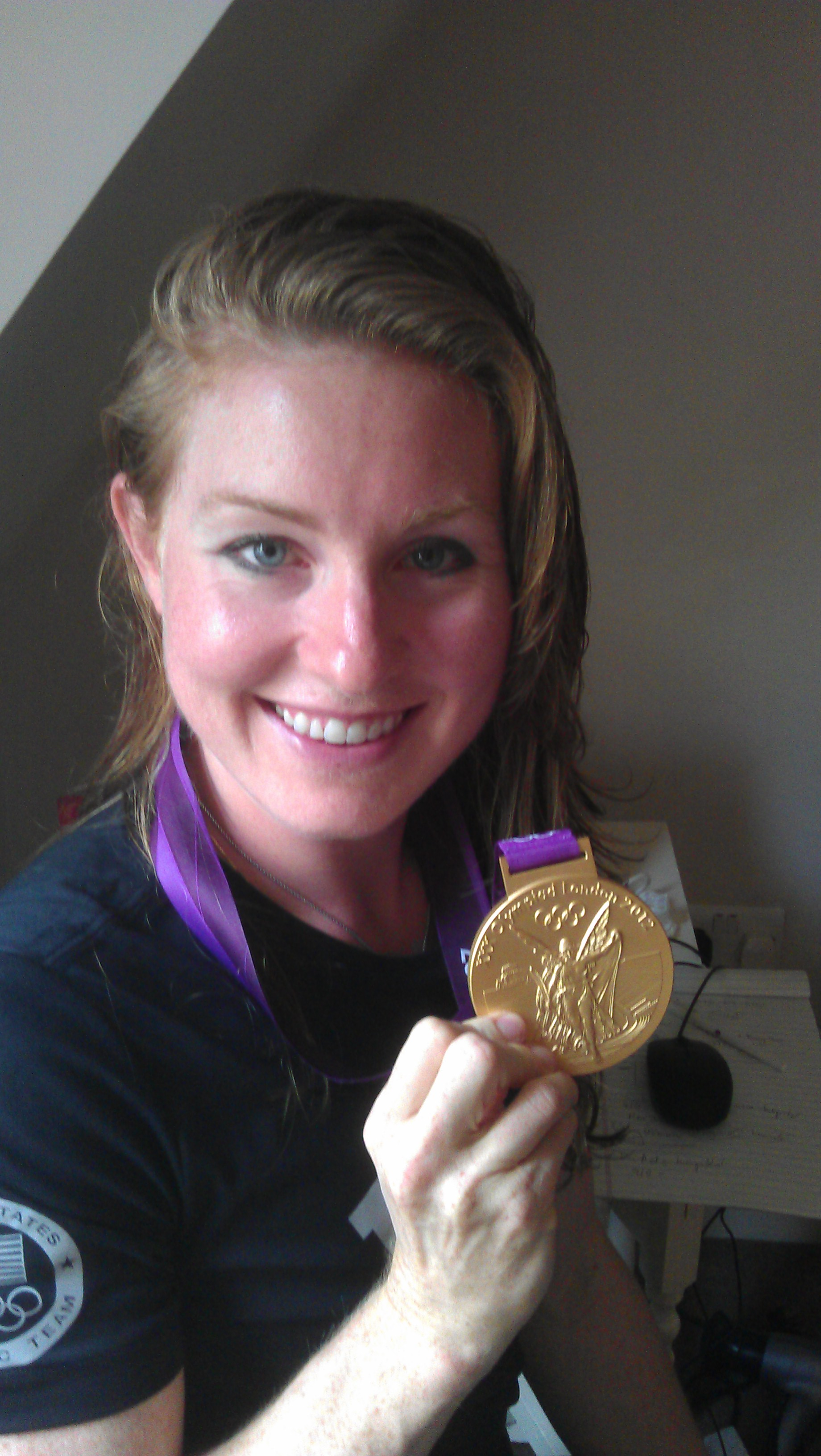
Caroline Lind

Caroline Lind (* 11. Oktober 1982 in Greensboro, North Carolina) ist eine US-amerikanische Ruderin, sie ist Olympiasiegerin und fünffache Weltmeisterin im Achter.
Caroline Lind begann 2000 mit dem Rudersport und saß bereits bei den Junioren-Weltmeisterschaften 2000 im amerikanischen Achter, als das amerikanische Boot den vierten Platz belegte. Erst 2005 begann Linds Karriere in der Nationalmannschaft, bei den Ruder-Weltmeisterschaften 2005 belegte sie mit dem Achter den vierten Platz und zusammen mit Lindsay Shoop den sechsten Platz im Zweier ohne Steuerfrau. Bei den Weltmeisterschaften 2006 in Eton und 2007 in München gewann Lind jeweils mit dem US-Boot den Titel. Im Weltcup startete Lind 2008  zusammen mit Elle Logan im Zweier ohne und belegte in München den dritten und in Luzern den zweiten Platz. Bei den Olympischen Spielen 2008 in Peking saßen Logan und Lind im US-Achter, der in der Besetzung Erin Cafaro, Lindsay Shoop, Anna Goodale, Elle Logan, Anna Cummins, Susan Francia, Caroline Lind, Caryn Davies und Steuerfrau Mary Whipple die Goldmedaille erhielt. 2009 in Posen und 2011 in Bled saß Lind wie 2006 und 2007 im Weltmeister-Achter. Bei den Olympischen Spielen in London saß Lind wieder im US-Achter, der in der Besetzung Erin Cafaro, Zsuzsanna Francia, Esther Lofgren, Taylor Ritzel, Meghan Musnicki, Elle Logan, Caroline Lind, Caryn Davies und Mary Whipple die Goldmedaille gewann. Bei den Ruder-Weltmeisterschaften 2013 in Chungju gewann sie im Achter wieder die Goldmedaille.
Caroline Lind studierte und trainiert in Princeton.